# Льюїс Фергюсон
Льюїс Фергюсон (англ. Lewis Ferguson, англ. вимова: [ˈluːɪs ˈfɜːɡəsən]; нар. 24 серпня 1999) — шотландський футболіст, півзахисник італійської «Болоньї» та збірної Шотландії.

## Клубна кар'єра
До 2013 року Фергюсон тренувався у футбольній академії «Рейнджерс», після чого став гравцем академії клубу «Гамільтон Академікал». 20 січня 2018 року дебютував в основному складі «Гамільтона» у матчі Кубка Шотландії проти «Мотервелла» (0:2). Чотири дні по тому він зіграв у своєму дебютному матчі чемпіонату Шотландії проти «Гарт оф Мідлотіан» (0:3) і загалом до кінця сезону зіграв 14 ігор за рідну команду.
У травні 2018 року Льюїс підписав попередній контракт з «Абердином», став одним із сімох гравців основного складу «Гамільтон Академікал», які залишили клуб після закінчення сезону 2017/18. 26 липня 2018 року дебютував за «Абердин» у домашньому матчі другого відбіркового раунду Ліги Європи УЄФА проти «Бернлі» (1:1) на стадіоні «Піттодрі». У матчі-відповіді на «Терф Мур» забив свій перший гол за клуб ударом «ножицями», втім команда програла 1:3 і вилетіла з турніру. 28 жовтня 2018 року допоміг «червоним» вийти у фінал Кубка шотландської ліги, забивши єдиний гол у півфінальній грі проти «Рейнджерс» на стадіоні «Гемпден Парк».
У лютому 2019 року Фергюсон продовжив свій контракт з «Абердином» до 2024 року. Загалом у сезоні 2018/19 він забив за команду 8 голів у 44 матчах, включаючи 6 голів у 33 матчах шотландського Прем'єршипу. У травні 2019 року був номінований на нагороду «Найкращий молодий гравець року за версією футболістів ШПФА», проте приз дістався Раяну Кенту.
За підсумками достроково завершеного сезону 2019/20 Фергюсон був визнаний найкращим молодим гравцем року за версією Шотландської асоціації футбольних журналістів, а у наступному сезоні 2020/21 Фергюсон став найкращим бомбардиром клубу, забивши 10 голів у 41 матчі. Загалом за чотири сезони відіграв за «Абердин» у 169 іграх усіх турнірів, в яких відзначився 37-ма забатими голами.
12 липня 2022 року за 3,5 мільйони євро перейшов до італійської «Болоньї».

## Кар'єра у збірній
Виступав за збірні Шотландії до 19, до 20 років та до 21 року.
1 вересня 2021 року дебютував за національну збірну Шотландії у матчі відбору на чемпіонат світу 2022 року проти збірної Данії (0:2), замінивши Біллі Гілмора в компенсований час.

## Статистика виступів

### Статистика клубних виступів
Станом на 27 серпня 2022
| Сезон               | Команда                | Чемпіонат           | Чемпіонат | Чемпіонат | Національний кубок | Національний кубок | Національний кубок | Континентальні кубки | Континентальні кубки | Континентальні кубки | Інші змагання | Інші змагання | Інші змагання | Усього | Усього |
| Сезон               | Команда                | Ліга                | Ігор      | Голів     | Ліга               | Ігор               | Голів              | Ліга                 | Ігор                 | Голів                | Ліга          | Ігор          | Голів         | Ігор   | Голів  |
| ------------------- | ---------------------- | ------------------- | --------- | --------- | ------------------ | ------------------ | ------------------ | -------------------- | -------------------- | -------------------- | ------------- | ------------- | ------------- | ------ | ------ |
| 2017–18             | «Гамільтон Академікал» | ШПЛ                 | 13        | 0         | КШ                 | 1                  | 0                  | -                    | -                    | -                    | -             | -             | -             | 14     | 0      |
| 2018–19             | «Абердин»              | ШПЛ                 | 33        | 6         | КШ+КШЛ             | 6+3                | 0+1                | ЛЄ                   | 2                    | 1                    | -             | -             | -             | 44     | 8      |
| 2019–20             | «Абердин»              | ШПЛ                 | 28        | 1         | КШ+КШЛ             | 4+1                | 1+0                | ЛЄ                   | 6                    | 1                    | -             | -             | -             | 39     | 3      |
| 2020–21             | «Абердин»              | ШПЛ                 | 35        | 9         | КШ+КШЛ             | 3+0                | 0                  | ЛЄ                   | 3                    | 1                    | -             | -             | -             | 41     | 10     |
| 2021–22             | «Абердин»              | ШПЛ                 | 36        | 11        | КШ+КШЛ             | 2+1                | 1+0                | ЛК                   | 6                    | 4                    | -             | -             | -             | 45     | 16     |
| Усього за «Абердин» | Усього за «Абердин»    | Усього за «Абердин» | 132       | 27        |                    | 20                 | 3                  |                      | 17                   | 7                    |               |               |               | 169    | 37     |
| 2022–23             | «Болонья»              | A                   | 1         | 0         | КІ                 | -                  | -                  | -                    | -                    | -                    | -             | -             | -             | 1      | 0      |
| Усього за кар'єру   | Усього за кар'єру      | Усього за кар'єру   | 146       | 27        |                    | 21                 | 3                  |                      | 17                   | 7                    |               |               |               | 184    | 37     |

### Статистика виступів за збірну
Станом на 27 серпня 2022
| Дата      | Місто      | Господарі | Результат | Гості     | Турнір                               | Голи | Примітки |
| --------- | ---------- | --------- | --------- | --------- | ------------------------------------ | ---- | -------- |
| 1-9-2021  | Копенгаген | Данія     | 2 – 0     | Шотландія | Відбір до ЧС 2022                    | -    | 90+1'    |
| 7-9-2021  | Відень     | Австрія   | 0 – 1     | Шотландія | Відбір до ЧС 2022                    | -    | 88'      |
| 29-3-2022 | Відень     | Австрія   | 2 – 2     | Шотландія | товариський матч                     | -    | 77'      |
| 14-6-2022 | Єреван     | Вірменія  | 1 – 4     | Шотландія | Ліга націй УЄФА 2022-2023 - 1-й етап | -    | 64'      |
| Усього    |            | Матчів    | 4         |           | Голів                                | 0    |          |

| Дата       | Місто    | Господарі  | Результат | Гості      | Турнір                             | Голи | Примітки |
| ---------- | -------- | ---------- | --------- | ---------- | ---------------------------------- | ---- | -------- |
| 6-9-2018   | Единбург | Шотландія  | 3 – 0     | Андорра    | Кваліфікація молодіжного Євро-2019 | -    | 78'      |
| 11-9-2018  | Дутінхем | Нідерланди | 1 – 2     | Шотландія  | Кваліфікація молодіжного Євро-2019 | -    | 39'      |
| 16-10-2018 | Единбург | Шотландія  | 0 – 2     | Англія     | Кваліфікація молодіжного Євро-2019 | -    | 61'      |
| 5-9-2019   | Пейслі   | Шотландія  | 2 – 0     | Сан-Марино | Кваліфікація молодіжного Євро-2021 | -    | 70'      |
| 10-9-2019  | Шибеник  | Хорватія   | 1 – 2     | Шотландія  | Кваліфікація молодіжного Євро-2021 | -    | 78'      |
| 10-10-2019 | Единбург | Шотландія  | 0 – 0     | Литва      | Кваліфікація молодіжного Євро-2021 | -    | 44' 58'  |
| 15-11-2019 | Пейслі   | Шотландія  | 0 – 1     | Греція     | Кваліфікація молодіжного Євро-2021 | -    |          |
| 8-9-2020   | Вільнюс  | Литва      | 0 – 1     | Шотландія  | Кваліфікація молодіжного Євро-2021 | -    |          |
| 9-10-2020  | Пейслі   | Шотландія  | 2 – 0     | Чехія      | Кваліфікація молодіжного Євро-2021 | -    |          |
| 12-11-2020 | Единбург | Шотландія  | 2 – 2     | Хорватія   | Кваліфікація молодіжного Євро-2021 | -    | 63'      |
| 17-11-2020 | Афіни    | Греція     | 1 – 0     | Шотландія  | Кваліфікація молодіжного Євро-2021 | -    |          |
| Усього     |          | Матчів     | 11        |            | Голів                              | 0    |          |

## Титули і досягнення
- Володар Кубка Італії (1):

«Болонья»: 2024-25
- Найкращий молодий гравець року за версією Шотландської асоціації футбольних журналістів: 2019/20[11]

## Особисте життя
Батько Льюїса, Дерек Фергюсон та дядько, Баррі Фергюсон, також були професійними футболістами і виступали за «Рейнджерс» та національну збірну Шотландії.